# Grenville Turner
Grenville Turner, angleški kemik in astronom, * 1. november 1936, Todmorden, Anglija, Združeno kraljestvo, † 22. avgust 2024, Sheffield, Anglija.
Turner velja za enega od pionirjev kozmokemije.